# Giampiero Borghini
Giampietro Borghini (Brescia, 20 aprile 1943) è un politico, giornalista e traduttore italiano, comunemente chiamato col nome Giampiero.

## Biografia
Laureato alla facoltà di lingue dell'Università Ca' Foscari Venezia, ha conseguito un master in Filologia slava all'Università di San Pietroburgo. Ha tradotto opere del filosofo russo Aleksandr Ivanovič Herzen per Einaudi e dello storico V. Rutenburg per Il Mulino; è sposato e padre di due figli. È fratello gemello di Gianfranco Borghini.
Diventato giornalista professionista, tra il 1968 e il 1970 è stato corrispondente da Londra per il settimanale Rinascita, e quindi direttore del settimanale romano Nuova Generazione”. È stato in seguito direttore della rivista ufficiale della Federazione Giovanile Comunista Italiana e dal 1980 al 1985 vice direttore nazionale e responsabile della redazione milanese de l'Unità. L'ultimo incarico giornalistico fu la direzione de Il Giornale di Bergamo tra il 1993 e il 1994.
Dal 1996 al 2001 è stato membro del consiglio di amministrazione dell'Istituto nazionale per il Commercio Estero (ICE) e dal 2000 al 2001 è stato direttore della Missione Arcobaleno (fondi privati) nei Balcani. Dal 2000 al 2006 è stato vice presidente e componente del comitato esecutivo della SACBO S.p.A., società di gestione dell'aeroporto di Orio al Serio; gli è succeduto per due anni Aldo Brandirali, prima che Borghini rientrasse nell'incarico nel 2008. È consulente di SEA - Aeroporti di Milano per i rapporti istituzionali. È membro del Consiglio di Amministrazione della Fondazione AEM.
È Presidente della Fondazione Pierlombardo, che gestisce gli spazi del Teatro Franco Parenti e che ha riportato alla vita la ex Piscina G. Caimi, ora "Bagni Misteriosi".

### Attività politica
Cresciuto politicamente nelle file del Partito Comunista Italiano, dal 1976 al 1981 Borghini ha ricoperto la carica di segretario provinciale della Federazione bresciana del PCI.
Per il PCI è stato consigliere regionale della Lombardia dal 1985 al 1992. Dal 1990 al 1992 ha ricoperto il ruolo di Presidente del Consiglio regionale.
Membro del Partito Democratico della Sinistra, ne esce il 14 dicembre 1991 per diventare sindaco di Milano il 21 gennaio 1992 con l'appoggio del Partito Socialista Italiano. Rimane in carica fino al marzo del 1993, firmando durante il suo mandato la convenzione per lo spostamento della Fiera dal Portello verso un sito esterno al territorio comunale ancora da individuare, preludio alla nascita del polo fieristico Rho-Pero. Alle elezioni amministrative del 1993, le prime con l'elezione diretta del sindaco, si ricandida, sostenuto da PSI e "Fiducia Milano", ma ottiene solo il 6% dei voti, rimanendo lontano dal ballottaggio. Rientrato in politica con Forza Italia, nel 2004 è eletto consigliere regionale per FI. Scelto nel 2005 dal presidente della Regione Lombardia Roberto Formigoni come assessore regionale alle opere pubbliche, politiche per la casa ed edilizia residenziale pubblica, mantiene l'incarico fino al luglio 2006. Borghini mantiene l'incarico di consigliere regionale (e relativo compenso di circa 10.000 euro al mese) nonostante le successive nomine a dirigente del Comune di Milano, sostenendo che "non è un lavoro a tempo pieno. Se noi trasformassimo il lavoro di consigliere regionale in un lavoro a tempo pieno che impedisce ogni altra attività noi non avremmo più consiglieri regionali, avremmo dei funzionari di partito".
Alle elezioni comunali del 2006 si candida per la Lista Moratti, ma non viene eletto. Viene quindi nominato direttore generale del Comune di Milano nel biennio 2006-2008. Nel 2009 è richiamato a Palazzo Marino come dirigente e consigliere del sindaco, con il compito di affiancare il sindaco nelle relazioni politiche e istituzionali, ricevendo un compenso di 279.000 euro l'anno (23.250 euro al mese), cui si somma quello da consigliere regionale.

## Controversie
Il 24 marzo 2009 venne condannato dalla Corte dei conti, assieme al sindaco Letizia Moratti, per lo scandalo delle "consulenze d'oro", per il conferimento di incarichi esterni da parte del Comune di Milano a persone non laureate, e dunque illegittimi, nel 2006. Borghini deve risarcire 19.000 euro allo stesso Comune di Milano. Nello stesso giudizio, la Corte dei conti giudica incompatibili i ruoli di Borghini come consigliere regionale e direttore generale del comune.